# Lise de la Salle
Pour les articles homonymes, voir La Salle.
Lise de la Salle, née le 8 mai 1988 à Cherbourg, est une pianiste française.

## Biographie
Elle donne son premier concert à l'âge de neuf ans, à Radio France. Après avoir gagné de nombreux concours en France, elle remporte à l'âge de douze ans le premier prix du 7e Concours international d'Ettlingen, en Allemagne. Elle est également lauréate de la Fondation d'entreprise Groupe Banque Populaire-Natexis et gagne successivement le premier prix du « European Young Concert Artists » à Paris en octobre 2003 et le premier prix des auditions internationales des Jeunes artistes de concert (en) à New York, en janvier 2004. 
Lise de la Salle travaille avec Pascal Nemirovski de 1998 à 2006. Parallèlement, elle obtient en 2001 un premier prix à l'unanimité du jury au Conservatoire national supérieur de musique de Paris, dans la classe de Pierre Réach et est reçue à l'unanimité, en septembre 2003, en cycle de perfectionnement (3e cycle) au Conservatoire national supérieur de musique de Paris dans la classe de Bruno Rigutto. Elle suit également les conseils de Geneviève Joy-Dutilleux et devient « très tôt soliste de niveau international ». 
Depuis 2001, elle est invitée à donner des concerts en France et à l'étranger et dans de nombreux festivals : Auditorium du Louvre, Midem, Herkulessaal à Munich, Opéra d'Avignon, Palais des beaux-arts à Bruxelles, Konzerthaus à Berlin, Festival de La Roque-d'Anthéron, Musique aux Serres d'Auteuil, Festival de Saint-Riquier, Auditorium Maurice Ravel à Lyon, Festival de Bad Kissingen, Philharmonie de Saint-Pétersbourg, etc. Elle fait ses débuts en 2003 à Berlin puis à Tokyo, Washington et New York en 2004. 
Depuis, elle est régulièrement en tournée au Japon, aux États-Unis et en Allemagne. Elle est invitée à jouer avec le Philadelphia Orchestra, l'Orchestre symphonique de la NHK, l'Orchestre de la Scala de Milan, l'Orchestre philharmonique de Los Angeles, le Deutsches Symphonie-Orchester, le Tokyo Metropolitan Orchestra, l'Orchestre philharmonique de Paris, l'Ensemble orchestral de Kanazawa, la Staatskapelle de Weimar, le Petersburger Sinfoniker, le Gulbenkian Orchestra, l'Orchestre symphonique de Détroit, etc.
Elle a eu le privilège de jouer sous la direction de Lorin Maazel, Sir Neville Marriner, Sir Charles Mackerras, et joue régulièrement sous la direction de Fabio Luisi, James Conlon, Osmö Vänskä, Mario Venzago, James Gaffigan, etc.
Un premier disque consacré à Ravel et Rachmaninov, unanimement salué par la critique, a marqué en 2002 le début de sa collaboration avec le label Naïve Classique. Son deuxième enregistrement (Bach-Liszt) reçoit la récompense « CD du mois » par le magazine Gramophone, de nombreux opus suivent et sont également distingués par la presse internationale.   
Lise de la Salle fut l'artiste en résidence pendant les saisons 2013/2014 et 2014/2015 à l'Opéra de Zurich où elle enregistra l'intégrale des concertos de Rachmaninoff avec Fabio Luisi.
En 2017 sort son dixième opus Bach Unlimited, chez Naïve.

## Discographie
- Phantasmagoria 2025
- When Do We Dance? 2021
- Paris-Moscou 2018
- Calm Piano 2017
- Bach unlimited (Bach, Poulenc, Roussel, Liszt, Enhco) 2017

- Robert Schumann : Kinderszenen - Abegg-Variationen - Fantasie, Op.17 2014
- Lise de la Salle: A Portrait 2012
- Liszt 2011
- Chopin: Ballades, Concerto pour piano n°2 2010
- Mozart, Prokofiev 2007
- Piano Concertos n°1 2007
- Bach - Liszt 2005
- Rachmaninoff, Ravel 2003